# Pseudopanurgus tomentosus
Pseudopanurgus tomentosus är en biart som beskrevs av Timberlake 1973. Pseudopanurgus tomentosus ingår i släktet Pseudopanurgus och familjen grävbin. Inga underarter finns listade i Catalogue of Life.